# Leichtathletik Klub Zug
Der Leichtathletik Klub Zug (LKZ) wurde 1945 gegründet. Der Verein wurde in den folgenden Jahren in Untergruppen aufgeteilt. Im Jahre 2011 wurde Leichtathletik in eine separate Untergruppe abgespalten und wurde so zu einem eigenständigen Verein.

## Geschichte
Der LK Zug wurde 1945 gegründet. Die Handballabteilung folgte 1948, Fitness 1966, Volleyball 1973 und Basketball 1974.
Im März 2011 wurden die Abteilungen in eigenständige Vereine ausgegliedert.

## Führung und Standort
Präsident des LK Zug ist Martin Fellmann. Das Training wird im Stadion Hertiallmend abgehalten. Im Winter findet das Training in der Turnhalle Loreto statt.

## Training
Der Verein hat über 100 Mitglieder (Stand 2021). Starten kann man im Alter von 7 Jahren. Die Kategorien werden Alters unterteilt. (Zum Beispiel, von den Jüngsten(U10/12) über die Mitte(U14) bis zu älteren Jugendlichen (U16/18)). Trainings werden in der ganzen Woche meist abends abgehalten. Der Verein verfügt über rund 20 Leiterinnen und Leiter. Das Training wird in der jeweiligen Altersklasse abgehalten.

## Erfolge
In der Vereinsgeschichte qualifizierten sich zwei Personen für die Olympischen Spiele: Zum einen 1988 Rosmarie Müller im Olympiamarathon in Seoul, zum anderen Patricia Nadler 1996 in Atlanta im Siebenkampf. Seit der Gründung des Vereins qualifizierten sich immer wieder Athletinnen und Athleten für In- und Auslandswettkämpfe. In den Jahren 1998 bis 2007 waren die Frauen in der höchsten Liga der Schweiz aktiv.